# インドラ・ラル・ロイ
インドラ・ラル・ロイ（ベンガル語: ইন্দ্রলাল রায়、1898年12月2日、カルカッタ - 1918年7月22日）は、イギリス領インド帝国出身のインド人のエース・パイロットである。イギリス陸軍航空隊、組織の再編後はイギリス空軍に所属し第一次世界大戦に従事、約170時間の飛行で10機を撃墜した（うち2機は共同戦果）。英国の殊勲飛行十字章を受賞している。

## おいたち
公訴局長官を務める父、プヤレ・ラル・ロイ（Pyare Lal Roy）とロリータ・ラル・ロイの息子としてコルカタに生まれる。彼は「ラディ」というあだ名で呼ばれた。名家の出であり、例えば彼の兄であるパレシュ・ラル・ロイ（英語: Paresh Lal Roy）（1893-1979）はインドボクシングの父として知られている。母方の祖父、スルヤ・クマル・グッドイーヴ・チャクラボルティ（Surya Kumar Goodeve Chakraborty）はインド人としては最も早い時期に西洋医学を学んだ医者の一人である。また彼の甥、スブロト・ムケルジー（英語: Subroto Mukerjee）（1911-1960）も戦闘機パイロットであり、後にインド空軍の初代空軍大将を務めている。

## 第一次世界大戦
第一次世界大戦が始まるとロイはイギリスのロンドンにあるセント・ポールズ・スクール (ロンドン)に入学した。そこで5ヶ月を過ごし、1917年4月に18歳を迎えるとイギリス陸軍航空隊へ入隊、7月5日付けで少尉に任命されている。ヴァンドームとターンベリー（Turnberry）での訓練と砲術演習を経て、10月27日に第52航空団（No. 56 Squadron RFC）に配属された。エース・パイロットであるリチャード・メイベリーの指揮を執る部隊の一員であった。
二ヶ月後の12月6日、ロイは自機S.E.5aの胴体着陸により負傷する。復帰までの間に彼はたくさんの航空機のスケッチを残しており、多くが現在も残っている。再起が危ぶまれる状態であったが彼は復帰を果たし、1918年6月にはジョージ・マッケロイの指揮を執る第40航空団に転属となった。
復帰後13日間でロイは10機撃墜の戦果をあげている。7月6日にドロコート（Drocourt）上空にて最初の戦果を挙げたのち、7月8日には4時間の間に3機を撃墜している。13日に2機、15日に2機、18日に1機と続く。その後22日に1機を撃墜し、そして彼もまたこの日に撃墜されている。
1918年7月22日、彼はカルヴァン上空を8機で哨戒中にフォッカー D.VIIの部隊と遭遇し、撃墜され死亡した。彼はエストゥヴェル（Estevelles、フランス）の共同墓地に埋葬された。

## 勲章
1918年9月、彼は死後に殊勲飛行十字章を受賞している。7月6日から19日に挙げた戦果に対するものだった。インド人としては初めての受賞であった。
インドラ・ラル・ロイの生誕100周年にあたる1998年12月、インド郵便は記念切手を発行した。